# オジョルスク (カリーニングラード州)
オジョルスク（オジョールスク、ロシア語: Озёрск, ラテン文字転写: Ozyorsk）は、ロシア西部飛び地のカリーニングラード州南部にある都市。1945年以前はドイツ領東プロイセンに属し、ドイツ語でダルケーメン（Darkehmen, リトアニア語: Darkiemis, ポーランド語: Darkiejmy）といった。プレゴリャ川（旧プレーゲル川）支流のアングラパ川（旧アンゲラップ川）に沿った町で、チェルニャホフスク（旧インステルブルク）からは南東へ30kmほど離れており、ポーランドとの国境に近い。
人口は2004年で5,600人ほど。2002年国勢調査で5,801人、1989年ソ連国勢調査では6,219人。1939年の人口は4,377人であった。

## 歴史

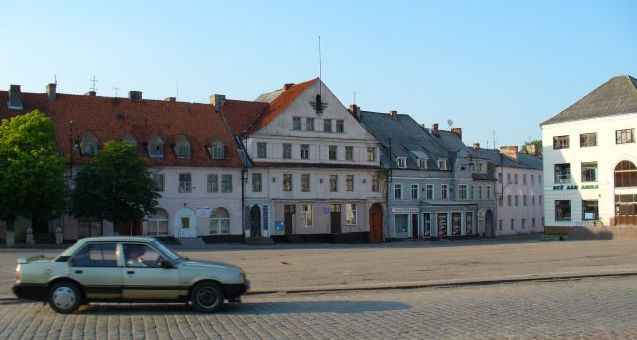
市内の旧マルクト広場

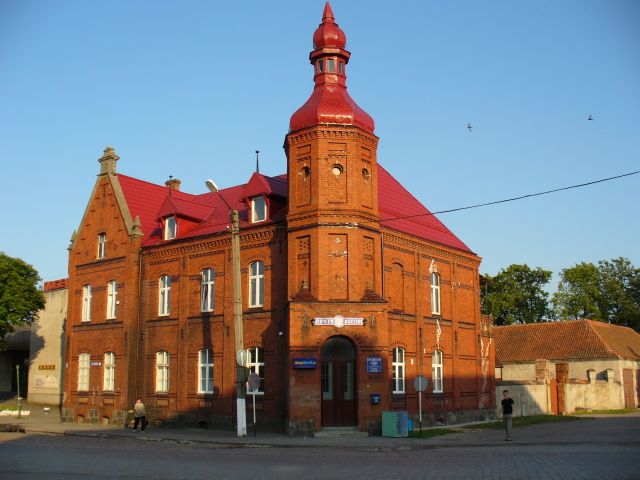
旧郵便局

1615年の文書には、1604年にドレクハイム（Dorekheim、後のダルケーメン）で飲食を店で出す権利（Krugrecht）を購入した人物のことが出ている。1539年の記録にはダルゲケイェム（Dargekeyem）という地名があり、アンゲラップ川の湿地であることを示すとされている。この地名はプロシア語の「Dargis」と「caymis（あるいは Kaim）」から来ており、文字通りには「雨の町」であった。これが後にドイツ語に入りダルケーメンとなった。インステルブルクに向かう道の途中には、キリスト教以前の異教の聖地で、幸福の神ポトリンポス（Potrimpos）を祀った山があった。
アンゲラップ川を渡る交通の要地として次第に栄え、1615年には教会が建った。1706年には学校が建ち、1726年1月10日にはダルケーメンは都市権を得た。
18世紀半ばには当初の木造の教会が老朽化したため1752年に取り壊され、1754年に新しい石造りの教会が建った。当時の人口は1,000人ほどで、ザルツブルクなどから逃れてきた新教徒も多かった。1777年5月5日には市民が新たな市庁舎のための礎石を置き、翌年完成した。
1815年のプロイセン王国の地方行政改革により、1818年にダルケーメンは同名の郡の中心地となった。人口は2,000人に増えていた。1836年には再び教会が取り壊され、三代目となる建物が1842年に完成した。1878年にはインステルブルクから南のリュック（Lyck, 現在のポーランド領エウク）へ向かう鉄道が通るようになった。この駅はダルケーメンの町から3 km離れた場所になった。1913年にグンビンネン（現在のグセフ）からアンガーブルク（Angerburg, 現在のポーランド領ヴェンゴジェヴォ）へ向かう鉄道が開通した際、ようやく市街地のすぐ近くに駅ができた。1886年には電気が通り、東プロイセンでも最初期に街灯が点灯した町になった。1907年には市立の発電所もできた。20世紀初頭には新産業も立地するようになったが、それでもやはり基本的には農作物を集散する田舎町であった。
第一次世界大戦では緒戦でロシア帝国軍が東プロイセンに侵入し、ダルケーメンは1914年8月23日に占領され、放火や略奪の被害を受けた。ナチス政権が誕生すると、古プロシア語の響きを残しドイツ語的ではない東プロイセンの数多くの地名が1938年に変更させられた。ダルケーメンも川の名にちなんで「アンゲラップ」に改名されている。
第二次世界大戦末期の1944年10月、赤軍の接近に伴って住民の疎開が始まった。1945年1月22日、赤軍はダルケーメンを占領した。戦後、この周辺はロシアとポーランドによる分割線の北側となり、「湖の町」を意味するオジョールスクに改名された。
現在はオジョールスク地区の行政中心地となっている。南へ伸びていた鉄道は国境により分断されることになり撤去された。

## 姉妹都市
- エウク（ ポーランド）

## 出身者
- グスタフ・バウアー（1870年 - 1944年）: ドイツの政治家、ヴァイマル共和政期の第2代首相（1919年 - 1920年）